# NGC 6916
NGC 6916 is een balkspiraalstelsel in het sterrenbeeld Zwaan. Het hemelobject werd op 26 juni 1887 ontdekt door de Amerikaanse astronoom Lewis A. Swift.

## Synoniemen
- UGC 11554
- MCG 10-29-4
- ZWG 304.4
- IRAS 20224+5810
- PGC 64600